# NGC 7406
NGC 7406 este o galaxie spirală situată în constelația Vărsătorul. A fost descoperită în 25 august 1864 de către Albert Marth. Se află la o distanță de 17,95 megaparseci de Pământ.